# William Thomas Blanford
William Thomas Blanford, född den 7 oktober 1832 i London, död där den 23 juni 1905, var en engelsk zoolog, geolog och naturforskare.
Blanford studerade i Paris och var från 1855 anställd vid geologiska undersökningen i Brittiska Indien. Han gjorde sig främst känd som kännare av däggdjuren och fåglarna och författade en mängd huvudsakligen zoologiska arbeten om dessa djur, till exempel Fauna of British India (1892). Blandford blev Fellow of the Royal Society 1874. År 1883 tilldelades han Wollastonmedaljen och 1901 Royal Medal för sina arbeten rörande djurens geografiska utbredning.